# Zabud
Zabud fou fill de Natan i un dels personatges de la cort del rei Salomó d'Israel, considerat «amic del rei», de qui era el principal conseller, càrrec en el qual havia substituït a Hushai l'archita que fou conseller privat sota el rei David), i que era superior en rang als altres consellers ordinaris.